# ジョー・マデュレイラ
ジョー・マデュレイラ（Joe Madureira、1974年12月3日 - ）は、アメリカ人のアメリカン・コミックス作家。作画家、脚本家 。
マーベル・コミックの『アンキャニィX-MEN』の作画で知られる。

## 生い立ち
1974年12月、マデュレイラはアゾレス諸島にて、アメリカ人の母親とポルトガル人の父親の間に生まれた。
高校生の時に、彼はマンハッタンの美術学校に通った。

## キャリア
高校在学中、マデュレイラはマーベル・コミックのインターンとして、編集者ダニー・フィンガースのもとで働き始めた。同社のアーティストとしての最初の仕事はマーベルコミックスプレゼンツ89号（1991年11月）のカバーアートで、アーサー・アダムズの影響を強く受けていた。次に第92号（1992年12月）のアートを手掛けた。
マデュイラは初期の段階で、既に日本の漫画の影響を取り入れつつあった。
マデュイラは1994年の『アンキャニィX-MEN』で定期的にペンシラーとしてアートを描いた。
マデュイラは1997年に『アンキャニィX-MEN』から降板し、ワイルドストームのクリエイターが所有する『バトルチェイサーズ 』のアートに取り組んだ。
マデュイラは4年間で合計9冊ものイシューを出版した。
その後マデュイラは『バトル・チェイサー』10号をキャンセルし、ティム・ドンリーとグレッグ・ピーターソンと一緒にトライ・ルナルと呼ばれるゲーム開発会社を結成した後、不定期にコミッククリエイターとしての仕事を中断した。
Tri-Lunarで、マデュレイラはTri-Lunarが廃業したときにキャンセルされたDragonkindというゲームでコンセプトアートを作った。その後、別の創業企業であるRealm Interactiveのトレード・ウォーズ：Dark Millenniumで働くことになった。 Realm InteractiveがNCソフトによって買収されたとき、彼はExarchに進化してゲーム開発に貢献し続け、最終的にDungeon Runnersとしてリリースされた。
THQのクリエイティブディレクターとして、マデュレイラは『ダーク・サイダーズ』（Xbox 360/PlayStation 3）のゲームのキャラクターとセッティングをはじめとする開発業務に携わった。コミック・ライターのジョー・ケリーはこの開発に協力し、ゲームのスクリプトを書いた。。最終的に、同作はヴィジル・ゲームスから2010年1月5日に発売された。
長らくマデュレイラはゲーム業界で働いていたが、2008年にマーベル・コミックの『アルティメッツ3』のアーティストとしコミック業界に復帰した。
2011年6月13日、マデュレイラはライターがゼブ・ウェルスの新しいシリーズアベジング・スパイダーマンの作画を担当することが発表された。　
2013年3月11日、マーベルは、ウェルスがシナリオを手掛ける『サベージ・ウルヴァリン』6号（2013年6月発売）の作画をマデュレイラが担当することを発表した。
2013年にTHQが倒産した関係から、マデュレイラは2015年初頭にビール・ゲームズの共同創設者のライアン・ステファネリらと一緒にテキサス州オースティンに新しいスタジオ「エアシップ・シンジケート」を結成し、手始めに『バトル・チェイサー』の新作の3冊の世界観を共有するビデオゲームの開発に乗り出した。
『 Battle Chasers: Nightwar 』が2017年10月3日（北米時間）にマルプラットフォームタイトルとして発売され、1年後の10月4日にはNintendo Switch向けにも発売された。

## ビブリオグラフィ
- Excalibur #57–58 (Marvel Comics, 1992)
- Deadpool: The Circle Chase #1–4 (Marvel Comics, 1993)
- Uncanny X-Men #312–313, 316–317, 325–326, 328–330, 332, 334–338, 340–343, 345–348, 350 (Marvel Comics, 1994–1997)
- Astonishing X-Men #1–4 (Marvel Comics, 1995)
- Battle Chasers #0, #1–9 (Cliffhanger, Image Comics, 1998–2001)
- Ultimates 3 #1–5 (Marvel Comics, 2008)
- Avenging Spider-Man #1–3 (Marvel Comics, 2011–2012)
- Savage Wolverine #6–8 (Marvel Comics, 2013)
- Inhuman #1–3 (Marvel Comics, 2014)

### その他
カバーデザイン
- マーヴル・スーパーヒーローズ(カプコン、セガサターン/PlayStation)
- Gekido：Urban Fighters(NAPS team,PlayStation)